# 呂林小鳳
呂林小鳳（1964年8月4日—）是臺灣政治人物，現任桃園市議員（八德區，民主進步黨籍）。
呂林小鳳是清雲科技大學國際企業管理研究所碩士畢業，曾任桃園縣八德市第二、三屆市民代表、桃園縣第16、17屆縣議員、桃園市第1-3屆市議員（八德區），婆婆為第12-15屆桃園縣縣議員呂邱葉。

## 選舉紀錄
| 年度 | 選舉屆數               | 選舉區           | 所屬政黨   | 得票數 | 得票率 | 當選標記 | 備註 |
| ---- | ---------------------- | ---------------- | ---------- | ------ | ------ | -------- | ---- |
| 2005 | 第十六屆桃園縣議員選舉 | 桃園縣第三選舉區 | 民主進步黨 | 7,783  | 10.98% |          |      |
| 2009 | 第十七屆桃園縣議員選舉 | 桃園縣第三選舉區 | 民主進步黨 | 12,633 | 19.56% |          |      |
| 2014 | 第一屆桃園市議員選舉   | 桃園市第三選舉區 | 民主進步黨 | 11,518 | 13.48% |          |      |
| 2018 | 第二屆桃園市議員選舉   | 桃園市第三選舉區 | 民主進步黨 | 14,093 | 15.61% |          |      |
| 2022 | 第三屆桃園市議員選舉   | 桃園市第三選舉區 | 民主進步黨 | 13,757 | 14.59% |          |      |

## 軼事
- 2018年當選桃園市三元宮主任委員，為該市百年歷史廟宇首位女主委[2]。

## 外部連結
- 桃園市議會 呂林小鳳 議員簡介 （页面存档备份，存于）
- 呂林小鳳 | threads （页面存档备份，存于）